# Bundesstraße 457
Pour les articles homonymes, voir Route 457.
La Bundesstraße 457 est une Bundesstraße du Land de Hesse.

## Géographie
La B 457 commence à Gießen, passe par Lich, Hungen, Nidda et Büdingen jusqu'à Gründau, où elle rejoint la Bundesautobahn 66.

## Histoire
Dans le parcours d'origine, la route traverse les centres-villes de Langsdorf et Hungen.
Le 21 décembre 2001, la construction d'une rocade autour de Langsdorf commence. Le centre-ville ancien n'était pas en mesure de faire face à la charge croissante du trafic croissant et les nuisances sonores pour les habitants augmentaient. Cette structure est enjambée par un pont qui mène à Bettenhausen.
Le 25 juillet 2005, la construction de la rocade de Hungen commence. Selon le ministère fédéral des Transports, ce projet de construction de 3,9 km de long coûtera environ onze millions d'euros. La construction est inaugurée par la secrétaire d'État parlementaire Angelika Mertens. L'objectif est atteint le 21 décembre 2006 et la rocade qui comprend cinq ponts et un rond-point est ouverte par le secrétaire d'État parlementaire Achim Großmann.
La construction de la rocade de Büdingen commence le 17 mars 2017. La longueur du projet de construction est de 2,6 km. La rocade ouvre à la circulation le 13 novembre 2020.

## Source
- (de) Cet article est partiellement ou en totalité issu de l’article de Wikipédia en allemand intitulé « Bundesstraße 457 » (voir la liste des auteurs).